# PAS Giannina FC
O Panipeirotikos Athlitikos Syllogos Giannina FC (em grego: Πανηπειρωτικός Αθλητικός Σύλλογος Γιάννινα), mais conhecido como PAS Giannina, é um clube de futebol da Grécia, situado na cidade de Janina. A equipe joga suas partidas no Estádio Zosimadon, com capacidade para 14.000 pessoas. Suas cores são o azul e o branco. Atualmente, o clube disputa a Primeira Divisão do Campeonato Grego.

## História

### Anos iniciais
O clube foi fundado em 1966 com a fusão de dois clube locais: Atrómitos e Averov. A equipe só chegou à primeira divisão na temporada de 1974-75, onde ficou ininterruptamente até a temporada de 1983-84.
Seus melhores resultados nessa época foram a conquista do quinto lugar na temporada de 1975-76 onde conseguiu 36 pontos (15 vitórias / 6 empates / 9 derrotas), já que a vitória valia apenas 2 pontos; na de 1977-78 também atingiu a essa colocação, mas com 38 pontos (14 vitórias / 10 empates / 10 derrotas) - 2 times a mais.

### Décadas de 80 e 90, anos fora da primeira divisão
Nas seguintes, atingiu resultados regulares, até ser rebaixado na temporada de 1983-84, em penúltimo lugar. Votou na de 1985-86, mas foi rebaixado na seguinte (1986-87) na última colocação.
O clube só voltou à elite na temporada de 1990-91, mas novamente caiu, ao ficar na lanterna. Após 10 anos longe, o time volta na de 2000-01, ficando na 13ª colocação, o que não o salvou do rebaixamento.
Sua última participação foi na de 2002-03, onde, novamente na lanterna, foi rebaixado.

### Retorno a Superliga Grega
Na temporada de 2006-07 teve uma boa participação na Copa da Grécia, após eliminar o Olympiakos nas quartas-de-final, vencendo por 2 a 0 em casa e perdendo de 2 a 1 fora, a equipe chegou às semifinais, mas foi eliminado pelo Larissa ao perder em casa e fora por 2 a 0. O Larissa viria a ser campeão naquele ano.

## Títulos
- Campeonato Grego da Segunda Divisão: 1973-74, 1985-86 e 2001-02